# Аверьянов, Вадим Борисович
Вадим Борисович Аверьянов (укр. Вадим Борисович Авер’янов; 7 мая 1951, Киев, Украинская ССР — 17 сентября 2010, там же, Украина) — советский и украинский учёный-правовед, специалист в области административного права. Доктор юридических наук (1988), профессор (1991), академик Национальной академии правовых наук Украины (2009). Заслуженный юрист Украины и полный кавалер ордена «За заслуги».
Умер 17 сентября 2010 г. в Киеве. Похоронен на Берковецком кладбище.

## Научная деятельность
В. Аверьянов снискал славу самого талантливого учёного в областях административного права и государственного управления, организационно-правового обеспечения административной реформы. Ему принадлежит авторский приоритет в создании и обосновании нового научного направления — проблем организации и правового регулирования аппарата государственного управления, что является весомым вкладом в развитие украинской юридической науки и практики, и фундаментом новой административно-правовой доктрины Украины— некролог из журнала «Право Украины»

## Награды и память
Вадим Борисович Аверьянов был удостоен следующих наград, званий, премий и отличий:
- Почётное звание «Заслуженный юрист Украины» (Указ Президента Украины от 12 марта 1993) — «за активное участие в законотворческой деятельности, разработке концепций и подготовке проектов законов Украины»[5];
- Орден «За заслуги» I степени (Указ Президента Украины от 12 мая 2009) — «за значительный личный вклад в построение правового государства, подготовку юридических кадров, многолетнюю плодотворную научно-педагогическую деятельность, высокое профессиональное мастерство и по случаю 60-летия создания Института»[6];
- Орден «За заслуги» II степени  (Указ Президента Украины от 18 августа 2006) — «за значительный личный вклад в социально-экономическое, культурное развитие Украинского государства, весомые трудовые достижения и по случаю 15-й годовщины независимости Украины»[7];
- Почётное отличие Президента Украины (Указ Президента Украины от 22 августа 1996) — «за активную законодательную работу, участие в создании, подготовке и принятии Конституции Украины»[8];
- Почётная грамотка Кабинета министров Украины[укр.] (Постановление Кабинета министров Украины от 11 мая 1999) — «за значительный личный вклад в развитие юридической науки и образования, подготовку юридических кадров, многолетнее активное участие в законотворческой деятельности и по случаю 50-летия основания Института государства и права имени В. М. Корецкого Национальной академии наук Украины»[9];
- Почётная грамота Верховной рады Украины[укр.][4];
- Благодарность Кабинета министров Украины[4];
- Почётный знак Министерства юстиции Украины[4];
- Почётный знак Высшего административного суда Украины[4];
- Премия имени Д. З. Мануильского Академии наук Украинской ССР (1985) — за цикл работ по актуальным вопросам теории и практики советского государственного управления в условиях зрелого социализма[10].